# منظمة قدامى محاربي حرب العراق
تأسست منظمة قدامى محاربي حرب العراق ( IWVO ) في 12 أبريل/نيسان 2003 على يد راسل ك. تيري وويليام ت. هاتشيسون. وكان الهدف الأصلي للمنظمة هو ضمان عدم تعرض المحاربين القدامى العائدين من حرب العراق لنفس المعاملة التي تلقاها قدامى محاربي حرب فيتنام، التي شارك فيها كلٌّ من تيري وهاتشيسون. وقد توقفت المنظمة عن العمل إلى حد كبير منذ عام 2010.

## بيان المهمة
اعتبارًا من عام 2005، تضمن بيان مهمة المنظمة ما يلي:
- تعزيز الرفاهة الاجتماعية للمجتمع (أي تعزيز الصالح العام والرفاهية العامة لأفراد المجتمع بطريقة ما)؛
- لمساعدة المحاربين القدامى المعوقين والمحتاجين وأفراد القوات المسلحة الأمريكية وعائلاتهم والأرامل والأيتام المتوفين؛
- لتوفير الترفيه والرعاية والمساعدة للمحاربين القدامى في المستشفيات أو أعضاء القوات المسلحة الأمريكية؛
- تنفيذ برامج لتخليد ذكرى المحاربين القدامى وأفراد القوات المسلحة المتوفين وتقديم المواساة لعائلاتهم الناجين؛
- - إجراء برامج لأغراض دينية أو خيرية أو علمية أو أدبية أو تعليمية؛
- رعاية أو المشاركة في أنشطة ذات طابع وطني؛
- لتوفير مزايا التأمين لأعضائها أو عائلات أعضائها أو كليهما؛ أو
- توفير الأنشطة الاجتماعية والترفيهية لأعضائها.

## بناء
تنقسم منظمة IWVO إلى مجموعتين. الأعضاء هم من المحاربين القدامى الذين ينضمون إلى IWVO دون أن يتولون أي دور قيادي. يُنظّم ممثلو الأعضاء حسب الولاية، ويمثلون IWVO ومديريها في كل ولاية. يقدم ممثلو الأعضاء الدعم والتواصل لولاياتهم. لدى معظم الولايات ممثلون متعددون. بالإضافة إلى ذلك، يشغل بعض ممثلي الأعضاء مناصب إدارية في المنظمة، بما في ذلك المدير التشريعي الوطني، ومدير الإعلام الوطني، ومدير العضوية الوطني، والقسيس، ومناصب أخرى يُنشئها المديرون والمؤسسون.

## الأحداث
في أواخر عام 2004، بدأت منظمة IWVO في التخطيط مع Challenge Aspen، وهي منظمة رياضية تكيفية مقرها في أسبن كولورادو، لإقامة عيادة للتزلج الشتوي لصالح أعضاء IWVO الذين أصيبوا في الحرب. نظم المدير التشريعي الوطني لمنظمة IWVO، دانيال روزنثال، الرحلة، وفي غضون ثلاثة أسابيع من إنشائها، حضر العيادة ستة جنود وبحارة ومشاة البحرية. كان خمسة من البحارة ومشاة البحرية من مركز بالبوا الطبي البحري في سان دييغو، كاليفورنيا. وكان الجندي السادس من تالاهاسي، فلوريدا، وكان في نفس الوحدة التي كان روزنثال يحضر فيها أيضًا. في عام 2005، تأسست نسخة صيفية من العيادة، وحضرها أكثر من 30 من قدامى المحاربين، ومنذ ذلك الحين أصبحت حدثًا يقام مرتين سنويًا.

## اضطراب ما بعد الصدمة
انظر أيضًا: فوائد للمحاربين القدامى الأمريكيين الذين يعانون من اضطراب ما بعد الصدمة
تُعد منظمة IWVO موطنًا لمجموعة MSN، التي تزعم أنها أكبر مجموعة دعم عبر الإنترنت لاضطراب ما بعد الصدمة للمحاربين القدامى وأفراد عائلاتهم في حرب العراق. واحد على الأقل، وربما أكثر، من المشاركين هم أخصائيون نفسيون، والعديد منهم لديهم خبرة في نظام إدارة شؤون المحاربين القدامى.

## تصريفات اضطراب الشخصية
لقد كانت تسريحات اضطراب الشخصية من أولويات IWVO منذ أوائل عام 2006.
في عام 2007، انتقدت منظمة IWVO الجنرال الجراح السابق في الجيش الأمريكي، جيل بولوك ‏. وقال راسل تيري، المؤسس المشارك للمنظمة:
These soldiers are coming home from Iraq with all kinds of problems," Terry says. "They go to the VA for treatment, and they're turned away. They're told, 'No, you have a pre-existing condition, something from childhood.' ... Everybody receives a psychological screening when they join the military. What I want to know is, if all these soldiers really did have a severe pre-existing condition, how did they get into the military in the first place?

## روابط خارجية
- موقع منظمة قدامى المحاربين في العراق